# Вайшнорас, Феликс Викентьевич
Феликс Викентьевич Вайшнорас (лит. Feliks Vajshnoras; 1897, местечко Пильвишки, Ковенская губерния, Российская империя — 21 августа 1972, Вильнюс, Литовская ССР) — литовский советский поэт, прозаик, переводчик, журналист, редактор. Заслуженный деятель культуры Литовской ССР (1965).

## Биография
Литовец. Из рабочих. Получил начальное образование.
Во время Первой мировой войны с 1916 по 1918 год находился в трудовом лагере, организованном немецкими оккупационными властями. С 1919 года — член РКП(б).
Занимался организацией профсоюзного движения в Литве.
С 1921 по 1923 год за политическую деятельность находился в Каунасской тюрьме, где начал писать стихи. В 1923 году после обмена политзаключёнными оказался в СССР.
В 1925 году в Москве окончил Коммунистический университет национальных меньшинств Запада имени Мархлевского. Работал в разных издательствах Москвы и Смоленска. С 1930 года в Минске работал в редакции газеты «Raudonasis artojas» (Красный пахарь), в 1934—1937 годах редактировал газету.
С 1934 года — член Союза писателей СССР. Работал членом бюро литовской секции Белорусской ассоциации пролетарских писателей, секретарём литовской секции Союза писателей Белорусской ССР.
23 августа 1937 года был арестован. В августе 1939 году по обвинению в членстве в подпольной фашистской националистической организации и шпионаж был приговорён к 5 годам ссылки в Казахстане. Освобождён в феврале 1944 года.
После освобождения в 1944—1945 годах служил в 16-й литовской дивизии РККА.
После демобилизации в 1945 году работал в Вильнюсе в разных издательствах и общественных организациях. С 1957 года — на пенсии.
Реабилитирован 20 мая 1957 года.
С 1965 года — заслуженный деятель культуры Литовской ССР.

## Творчество
Автор сборника стихов «Под знаменем труда и борьбы» (1934 , на литовском языке), книг «На пути к Ленину» (1932), «История великого замысла» (1933), «Учебник литовского языка: для начальной школы» (1933, 1935), мемуары «Светлая жизнь» (1960).
Переводил на литовский язык (под псевдонимом Ф. Садайнис) стихотворения Я. Купалы («За рекой Арес», 1935), ряд произведения П. Бровки, Я. Коласа, Т. Кляшторного, И. Харика и других, а также произведения русских и латышских писателей.